# Памятник Николаю Гикало, Асланбеку Шерипову и Гапуру Ахриеву
Памятник борцам революции Николаю Фёдоровичу Гикало, Асланбеку Джемалдиновичу Шерипову, Гапуру Саидовичу Ахриеву — памятник в городе Грозном на площади Дружбы Народов. Символизирует братство русского, чеченского и ингушского народов.

## Описание памятника
Монумент расположен в городе Грозном на площади Дружбы Народов. Памятник трёхфигурный. Фигуры выполнены в полный рост из блоков серого гранита Корнинского месторождения (Житомирская область, Украинская ССР, СССР). От грудной области и далее вниз фигуры слиты и не детализированы.
Высота фигур 6,4 метра. Низ монумента (3,7 х 3 метра) находится на основании, составленном из блоков (1 х 1 метр) красного гранита с общими размерами 8 х 6 метров. Монумент расположен на площадке, покрытой мраморными плитками, около памятника разбиты клумбы.
В нижней части обратной стороны памятника высечены имена скульптора Ивана Бекичева и архитектора Зиновия Берковича.

### Николай Гикало
В центре монумента изображён украинский революционер, партийный работник и руководитель народных масс Николай Гикало. Он изображён в пальто, без головного убора, в руке у него бумаги, взгляд направлен вперёд.
Николай Гикало являлся активным борцом за Советскую власть на Северном Кавказе, в 1918—1920 годах руководил грозненскими большевиками, являлся председателем Грозненского совета, командующим Грозненской красной армией и обороной Грозного во время стодневных боёв, руководил партизанским движением в Терской области, в дальнейшем являлся партийным руководителем Северо-Кавказского края, Узбекистана, Азербайджана, Белоруссии, активно участвовал в репрессиях 1930-х годов и был во время террора расстрелян сам.

### Асланбек Шерипов
С левой стороны памятника изображён чеченский революционер Асланбек Шерипов. Он изображён в бурке и папахе. Устремлённый взгляд, положение бурки передают темпераментность народного трибуна, вождя чеченской бедноты, взгляд направлен вперёд.
Асламбек Шерипов являлся одним из руководителей борьбы за Советскую власть на Северном Кавказе, организовал и командовал чеченской Красной Армией, в 1918 году являлся членом Терского Народного Совета. Погиб в бою.

### Гапур Ахриев
С правой стороны памятника изображён ингушский революционер Гапур Ахриев. Он изображён в черкеске, без головного убора. Сосредоточенный взгляд, спокойное лицо выражают образ волевого и целеустремлённого руководителя ингушской бедноты, взгляд направлен вперёд.
Гапур Ахриев являлся одним из руководителей борьбы за Советскую власть на Северном Кавказе, в 1918 году назначен народным комиссаром по делам национальностей и контроля Терского Народного Совета.

## История памятника
Впервые идея установки памятника борцам революции — героям Стодневных боёв за Грозный была озвучена в постановлении бюро Чечено-Ингушского обкома КПСС и Оргкомитета по Чечено-Ингушской АССР от 12 октября 1957 года. В последующие годы несколько раз рассматривались проекты памятника.
3 февраля 1967 года бюро Чечено-Ингушского обкома КПСС и Совет министров Чечено-Ингушской АССР приняли постановление о сооружении памятника героям Гражданской войны — борцам революции. За основу был принят проект скульптора Ивана Бекичева и архитектора Зиновия Берковича.
Строительство памятника осуществляла Передвижная механизированная колонна № 921 «Чечингсельстроя».
Открытие памятника состоялось 29 апреля 1973 года (а вовсе не 30).
13 марта 1990 года памятник признан объектом культурного наследия и поставлен на государственную охрану.
В 1995 году в ходе военных действий памятник получил повреждения. В ходе боевых действий 2000 года памятник подвергся частичному разрушению (у памятника была отсечена верхняя часть).
В апреле 2004 года коллективом и на средства грозненского предприятия ОАО «Нурэнерго» (дочерняя компания ОАО РАО «ЕЭС России») памятник восстановлен по проекту известного в Чеченской Республике скульптора Абдуллы Сулейманова. 7 мая 2004 года состоялось открытие восстановленного монумента. Открытие приурочили к дню инаугурации Президента России Владимира Путина.
5 октября 2008 года состоялось открытие площади Дружбы Народов и проспекта Владимира Путина после реконструкции. В результате проведённых работ памятник был оборудован подсветкой.

## В филателии
В 1980 и 1983 годах были выпущены художественные маркированные конверты с изображением памятника.